# Kronoby
Kronoby (en finnois : Kruunupyy) est une municipalité de l’ouest de la Finlande, sur la côte du Golfe de Botnie, dans la région d’Ostrobotnie.

## Géographie
Comme presque toutes les communes de la région, elle compte une large majorité de suédophones, environ 85 % de sa population. Elle avait auparavant été unilingue suédois jusqu’en 1983.
La commune est largement plane et agricole. Depuis le rattachement des deux municipalités de Terjärv/Teerijärvi et de Nedervetil/Alaveteli en 1969, elle s’étend sur plus de 50 km de long de la côte vers l’intérieur.
Les communes voisines sont Pedersöre au sud-ouest, Larsmo à l’ouest (au-delà d’un bras de mer), côté Ostrobotnie-Centrale Kokkola au nord, Kälviä au nord-est, Kaustinen et Veteli au sud-est, et enfin côté Ostrobotnie du Sud Evijärvi au sud.

## Transports
Kronoby est traversée par la route nationale 13.
L’aéroport de Kokkola-Pietarsaari, petit aéroport civil permettant à Finnair et ses compagnies satellites de relier plusieurs fois par jour Helsinki avec les villes voisines de Kokkola et de Jakobstad.
L’aéroport est parfois appelé aéroport de Kokkola, et son code AITA reste KOK.
Avec 98 515 passagers en 2005, il se classait à une modeste 14e place en Finlande.
Il est accessible par la route régionale 748.